# الشافي (البصرة)

البصرة في العراق.

الشافي هي بلدة تابعة لمحافظة البصرة في جنوب العراق على الضفة الغربية لنهر شط العرب. 
تقع منطقة الشافي في إحداثيات جغرافية 34 ° 18'45 شمالًا و 44 ° 17'17 شرقًا .  المنطقة قريبة من أهوار بلاد ما بين النهرين (أهوار الحمّار )، وكانت تقليديًا موطنًا للعديد من عرب الأهوار . التضاريس مسطحة في هذه المنطقة والمناخ جاف عموماً .
عانت المنطقة بشكل كبير خلال الحرب الإيرانية العراقية، التي كانت خلالها ساحة معركة رئيسية، وعانت مرة أخرى بعد الانتفاضة العراقية عام 1991 .